# 2013年の台風
2013年の台風（2013ねんのたいふう、太平洋北西部で発生した熱帯低気圧）のデータ。
台風1号は早くも1月3日に発生し、1951年の統計開始以来6番目の早さであった。その後8月までは平年並みの発生数となっていたが、9月と10月に平年を上回る月間7個の台風が発生したため、台風の発生数は31個（平年値25.6個）に達し、1994年（平成6年）以来19年ぶりに、年間発生数が30個を越え、現行の規模（強さ・大きさ）表現となった2000年以降では最も多い発生数となった。10月に発生した7個は1951年（昭和26年）以降でもっとも多く、1984年（昭和59年）・1992年（平成4年）と並んだ。
日本へは6月の台風3号から10月の台風28号まで14個の台風が接近し、2個が上陸（いずれも9月）している。この上陸数は平年（2.7個）よりも少なめであったが、秋に本土に接近する台風が多く、特に10月の接近数6個は過去最多となった。
また、100個に1個の確率とされてきた東経180度線越えの越境台風が2つ連続で（13号・14号）発生した。
9月に愛知県に上陸した台風18号では、同年8月から運用開始となった特別警報が、初めて発表された。
10月に関東地方に接近した台風26号では、伊豆諸島の伊豆大島で豪雨による土石流が発生し、大きな被害が出た。
11月の台風30号は「スーパー台風」となってフィリピンを直撃し、記録的な高潮を発生させて、6,000人を越す犠牲者を出すなど甚大な被害をもたらした。

## 台風の発生数
| 発生数が多い年 | 発生数が多い年                     | 発生数が多い年 | 発生数が少ない年 | 発生数が少ない年                                 | 発生数が少ない年 |
| 順位           | 年                                 | 発生数         | 順位             | 年                                               | 発生数           |
| -------------- | ---------------------------------- | -------------- | ---------------- | ------------------------------------------------ | ---------------- |
| 1              | 1967年                             | 39             | 1                | 2010年                                           | 14               |
| 2              | 1994年 1971年                      | 36             | 2                | 1998年                                           | 16               |
| 4              | 1966年                             | 35             | 3                | 2023年                                           | 17               |
| 5              | 1964年                             | 34             | 4                | 1969年                                           | 19               |
| 6              | 1989年 1974年 1965年               | 32             | 5                | 2011年 2003年 1977年 1975年 1973年 1954年 1951年 | 21               |
| 9              | 2013年 1992年 1988年 1972年 1958年 | 31             |                  |                                                  |                  |

## 月別の台風発生数
| 1月 | 2月 | 3月 | 4月 | 5月 | 6月 | 7月 | 8月 | 9月 | 10月 | 11月 | 12月 | 年間 |
| --- | --- | --- | --- | --- | --- | --- | --- | --- | ---- | ---- | ---- | ---- |
| 1   | 1   |     |     |     | 4   | 3   | 6   | 7   | 7    | 2    |      | 31   |

## 「台風」に分類されている熱帯低気圧

### 台風1号（ソナムー）
201301・01W・アウリン
日本時間1月1日、グアムの南西1,090キロの北緯4度1分・東経141度7分付近で熱帯低気圧が発生。北西に移動しながら々に発達した低気圧は2日にフィリピンのミンダナオ島を通過。フィリピン大気地球物理天文局（PAGASA）はフィリピン名としてアウリン（Auring）と命名し、合同台風警報センター（JTWC）も熱帯低気圧番号01Wを指定した。
熱帯低気圧はさらに発達、気象庁は1月3日スールー海で台風第1号の発生を確認し、アジア名ソナムー（Sonamu）を命名。台風の発生は（一年の中で）1951年以降で6番目の早さであった。台風1号は5日に中心気圧990ヘクトパスカルまで発達したが、その後は勢力を弱めて1月8日9時に南シナ海で再び熱帯低気圧となり、1月10日15時に消滅が確認された。
この台風のアジア名である「ソナムー（Sonamu）」は、この台風限りで使用中止となり、次順からは「ジョンダリ（Jongdari）」というアジア名が使用されることになったが、「ソナムー」が引退となった理由は、台風の被害が大きかったためではなく、「Sonamu」の発音が「Tsunami（津波）」に類似していたためである。
| 順位 | 名称              | 国際名  | 発生日時          |
| ---- | ----------------- | ------- | ----------------- |
| 1    | 平成31年台風第1号 | Pabuk   | 2019年1月1日 15時 |
| 2    | 昭和54年台風第1号 | Alice   | 1979年1月2日 9時  |
| 3    | 昭和30年台風第1号 | Violet  | 1955年1月2日 15時 |
| 4    | 平成30年台風第1号 | Bolaven | 2018年1月3日 9時  |
| 5    | 昭和32年台風第1号 | ‐       | 1957年1月3日 15時 |
| 6    | 平成25年台風第1号 | Sonamu  | 2013年1月3日 21時 |
| 7    | 昭和60年台風第1号 | Fabian  | 1985年1月5日 21時 |
| 8    | 昭和47年台風第1号 | Kit     | 1972年1月6日 9時  |
| 8    | 平成4年台風第1号  | Axel    | 1992年1月6日 9時  |
| 10   | 昭和60年台風第2号 | Elsie   | 1985年1月7日 15時 |

### 台風2号（サンサン）
201302・02W・クリシング
2月18日、ミンダナオ島の東南の北緯5度・東経131度で熱帯低気圧が発生。フィリピン大気地球物理天文局（PAGASA）はフィリピン名クリシング（Crising）と命名した。西進してセレベス海に入った熱帯低気圧はサンボアンガ半島を通過。スールー海を経て2月22日3時（協定世界時21日18時）に北緯5度9分・東経110度3分の南シナ海で台風となり、アジア名サンサン（Shanshan）と命名された。同日時点で複数の台風が発生したのは、1951年以来5回目であり、1992年以来21年ぶりのことであった。マレーシアに接近した台風は同日21時（協定世界時22日12時）北緯5度・東経109度7分で再び熱帯低気圧となり、2月23日15時（協定世界時23日6時）に消滅した。
19日にはPAGASAによって暴風雨警報 (PSWS)がミンダナオ島の各地に発令された。被災者は約26万人、暴風雨による家屋の全半壊156棟、フィリピン国内で4名が死亡、4名が負傷し、2名が行方不明になった。

### 台風3号（ヤギ）
201303・03W・ダンテ

6月8日にフィリピンの東で発生し、アジア名「ヤギ（Yagi）」と命名された。また、フィリピン大気地球物理天文局は、フィリピン名「ダンテ（Dante）」と命名した。この台風の北上に伴い、日本の南に停滞していた梅雨前線も北上した。しかし台風の勢力そのものはあまり発達せず、13日9時に、青ヶ島の南で温帯低気圧へと変わり、その後消滅した。

### 台風4号（リーピ）
201304・04W・エモン
6月18日にフィリピンの東で発生し、アジア名「リーピ（Leepi）」と命名された。また、フィリピン大気地球物理天文局は、フィリピン名「エモン（Emong）」と命名した。台風は宮古島付近を通過した後、東シナ海へ抜け、21日に温帯低気圧に変わった。

### 台風5号（バビンカ）
201305・05W・ファビアン

6月21日に南シナ海北部で発生し、アジア名「バビンカ（Bebinca）」と命名された。また、フィリピン大気地球物理天文局は、フィリピン名「ファビアン（Fabian）」と命名した。台風の勢力はあまり強まらず、ピーク時の中心気圧も990hPaであった。台風は中国の海南島を通過した後にベトナム北部に上陸し、その後消滅した。

### 台風6号（ルンビア）
201306・06W・ゴリオ

6月28日にフィリピンの東海上で発生し、アジア名「ルンビア（Rumbia）」と命名された。また、フィリピン大気地球物理天文局はフィリピン名「ゴリオ（Gorio）」と命名した。台風は北西に進み、フィリピンを横断して南シナ海に入った。その後も台風は北西に進み続け、7月2日に中国・華南地方に上陸した後消滅した。

### 台風7号（ソーリック）
201307・07W・フアニン
7月8日にマリアナ諸島で発生し、アジア名「ソーリック（Soulik）」と命名された。また、フィリピン大気地球物理天文局はフィリピン名「フアニン（Huaning）」と命名した。台風は7月12日夜遅くから13日未明にかけて先島諸島に最接近し、石垣市、宮古島市で11人が重軽傷を負った。またサトウキビなど農林水産業の被害額は5億7312万9000円（速報値）となった。その後は台湾宜蘭県頭城鎮に上陸。与那国島では7月13日午前1時37分に60.2m/sの最大瞬間風速を記録した。また勢力の強いまま台湾北部を襲い、少なくとも1人が死亡した。台北市郊外の新北市石門区にある台湾電力の第1原発2号機が主変圧器の避雷装置が強風で破損したため緊急停止した。中国江西省では35万人以上が被災し、福建省、浙江省では計71万人が被災した。

### 台風8号（シマロン）
201308・08W・イサン

7月17日にフィリピンの東で発生し、アジア名「シマロン（Cimaron）」と命名された。また、フィリピン大気地球物理天文局はフィリピン名「イサン（Isang）」と命名した。台風はルソン島をかすめるようにして北西に進んだ後、福建省付近で消滅した。勢力そのものは、最盛期でも中心気圧1,000hPaとほとんど強まらなかった。

### 台風9号（チェービー）
201309・09W・ジョーリナ

7月31日に南シナ海で発生し、アジア名「チェービー（Jebi）」と命名された。また、フィリピン大気地球物理天文局はフィリピン名「ジョーリナ（Jolina）」と命名した。台風はその後、中国海南島付近を経てベトナム北部に接近した。台風の勢力自体は、余り強くはならなかった。

### 台風10号（マンクット）
201310・10W・キコ

8月6日に南シナ海で発生し、アジア名「マンクット（Mangkhut）」と命名された。また、フィリピン大気地球物理天文局はフィリピン名「キコ（Kiko）」と命名した。台風9号と同様に、余り発達はしないままベトナム北部に向かい、その後消滅した。

### 台風11号（ウトア）
201311・11W・ラブヨ
8月10日にフィリピンの東で発生し、アジア名「ウトア（Utor）」と命名された。命名国はアメリカで、マーシャル語で気象用語の「スコールライン（不安定線）」を意味する。また、フィリピン大気地球物理天文局（PAGASA）はこの台風について、フィリピン名「ラビュヨ（Labuyo）」と命名した。台風はその後西進し、8月12日にルソン島北部のアウロラ州付近に上陸した。ルソン島を通過後は一旦は南シナ海に抜けて同海域を北上し、香港と中国南部に接近。その後現地時間の15時50分に、中国南部の陽江市に再上陸した。

### 台風12号（チャーミー）
201312・12W・マーリング
8月17日に沖縄の南で発生した熱帯低気圧が、8月18日に台風となって、アジア名「チャーミー（Trami）」と命名された。また、フィリピン大気地球物理天文局はフィリピン名「マーリング（Maring）」と命名した。台風は宮古島付近で先島諸島を通過して東シナ海に進んだ。その後は八重山諸島の北から台湾の北を通過して中国の福建省に上陸した。

この台風は、7月12日の台風7号による降雨以来、干ばつに見舞われていた宮古島地方にとって、恵みの雨となった。また台風により冷たい海水が引き揚げられる湧昇現象が起きたことから、サンゴの大規模白化が起きた1998年並に上昇していた平均海面水温が広範囲で低下した。

### 台風13号（ペバ）
201313・01C
ハリケーンとして発生し、東経180度線を超えて台風となった。ハリケーンが越境して台風となったのは、2006年の台風12号以来7年ぶりのことであった。越境台風であることから、この台風の名前「ペバ（Pewa）」は北西太平洋アジア名ではなく、中部太平洋ハリケーン名となっている。

### 台風14号（ウナラ）
201314・02C
ウナラ（Unala）という名前のハリケーンとして発生。台風13号に続いて、観測史上初めて2日連続の越境台風となったが、勢力はほとんど強まることなく、台風としては6時間の命で終わった。

### 台風15号（コンレイ）
201315・14W

8月27日にフィリピンの東で発生し、アジア名「コンレイ（Kong-rey）」と命名された。また、フィリピン大気地球物理天文局はフィリピン名「ナンドー（Nando）」と命名した。台風はルソン海峡を縦断して先島諸島に接近し、台湾に大雨をもたらした。その後九州の西海上で温帯低気圧に変わった後、本州付近にのびて停滞していた前線上を東に進んだ。

### 台風16号（イートゥー）
201316

9月1日、ミッドウェー諸島近海で台風として発生し、アジア名「イートゥー（Yutu）」と命名された。台風発生時、東進する予報だったため、気象庁は「発達した熱帯低気圧」の名称を用いた。

### 台風17号（トラジー）
201317・15W
8月31日9時（協定世界時31日0時）に台湾の北側海域（北緯25度6分・東経121度5分）で熱帯低気圧が発生し、9月2日3時（協定世界時9月1日18時）に久米島の西の海域（北緯26度3分・東経124度8分）で台風となって、アジア名「トラジー（Toraji）」と命名された。台風は北東に進みながら、当初は1000hPaだった中心気圧も3日には985hPaまで低下。4日午前3時頃に鹿児島県の指宿市付近から上陸した。台風は4日の9時に四国沖の北緯32度9分・東経132度8分で温帯低気圧になったが、その後も日本列島の南の海上を東進して5日の21時に消滅した。
九州への台風の上陸は2007年8月の台風5号以来、6年ぶりであった。台風から南北に延びる雲は秋雨前線にもつながっていたため、全国各地に大雨をもたらした。岐阜県の大垣市では、県内のアメダスで観測史上1位となる、108.5mmの猛烈な雨を記録した。また、台風によって沖縄近海のフェリーなど77便が欠航したほか、九州から関東にかけての広範囲でも鉄道の運休が相次いだ。

### 台風18号（マンニィ）
201318・16W

9月13日午前9時頃、小笠原諸島の南東海上で発生し、アジア名「マンニィ（Man-yi）」と命名された。本州に接近する前から近畿地方を中心に大雨をもたらした。気象庁はこの台風で、京都府、滋賀県、福井県に、初めて特別警報を発表した。東日本・北日本を縦断し、9月16日午後9時頃、北海道の東で温帯低気圧となった。温帯低気圧となった後、カムチャッカ半島方面に向かったが、国後島のユジノクリリスクでは月平均降水量の80%にあたる129mmの降水量を記録、豪雨により同島の道路が寸断された。

### 台風19号（ウサギ）
201319・17W・オデット

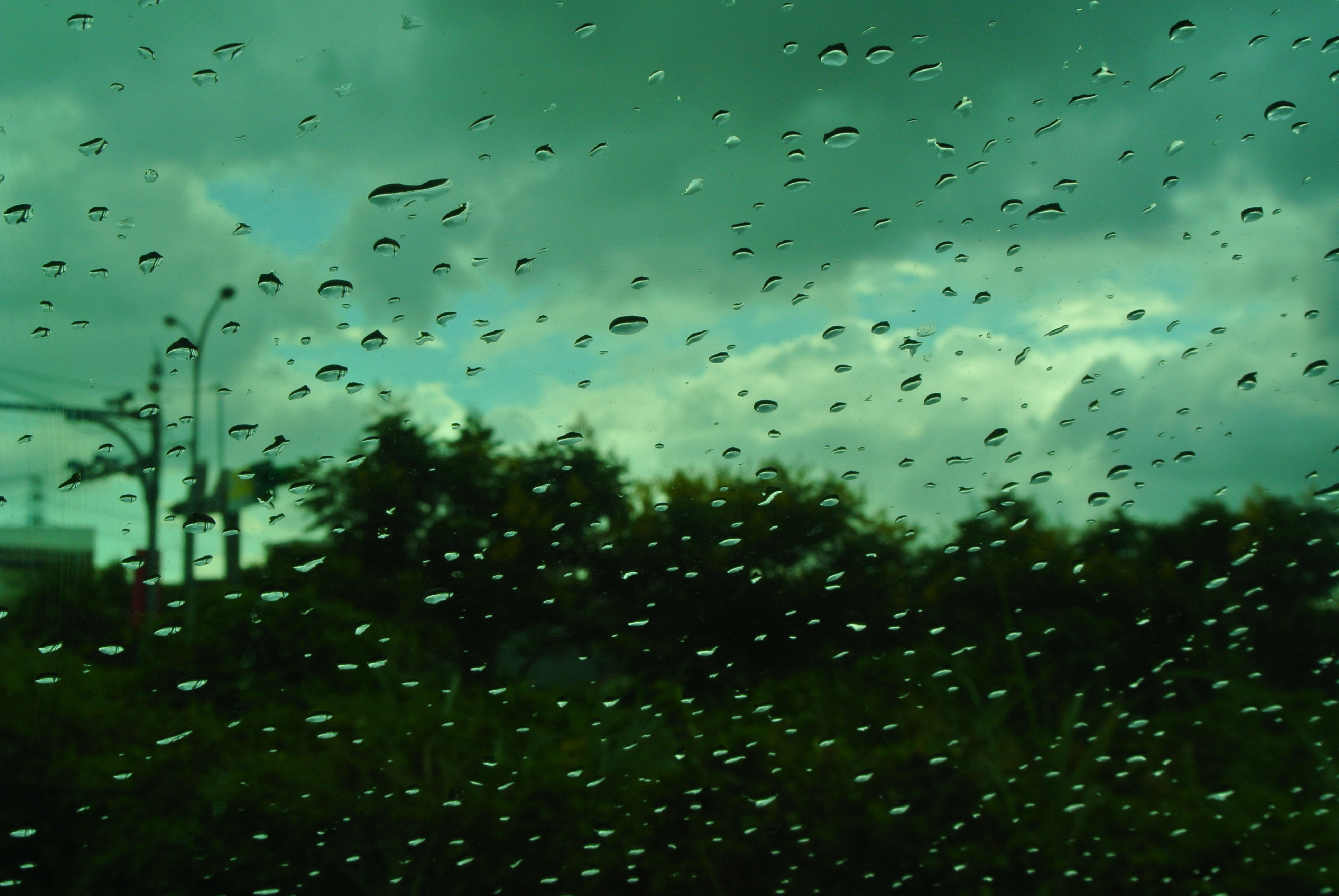
台風により雨が降る様子

9月17日にフィリピンの東で発生し、アジア名「ウサギ（Usagi）」と命名された。また、フィリピン大気地球物理天文局はフィリピン名「オデット（Odette）」と命名した。フィリピンでは20日になると急速に勢力を強め、9月21日朝、ルソン海峡の真ん中にあたるバタン諸島付近を通過して南シナ海に入った。22日午後7時40分頃、広東省汕尾市に上陸し、9月23日には広西地方に進んだ。
台湾では20日、国防相が洪水や地すべりの危険地帯に兵士1,600人以上を派遣、24,000人を待機させた。またフィリピンでは北部のタルラック州で約240人が避難した。この台風により、フィリピンでは2人が亡くなったほか、台湾東部の台東県、屏東県、花蓮県などで農業に深刻な被害と3722万元の損害がもたらされた。中国南部を直撃し、広東省、福建省ではそれぞれ数万人が避難、台風に備えて、深圳の原子力発電所も6基中4基の出力を低下させた。中国では25人が死亡、広東省汕尾市での被害額は、約1330億円に上った。

### 台風20号（パブーク）
201320・19W

9月21日にマリアナ諸島付近で発生し、アジア名「パブーク（Pabuk）」と命名された。その後、小笠原諸島近海に進み、伊豆諸島にもかなり接近した。しかし、日本列島に上陸することはなかった。

### 台風21号（ウーティップ）
201321・20W・パオロ

9月27日に南シナ海で発生し、アジア名「ウーティップ（Wutip）」と命名された。また、フィリピン大気地球物理天文局はフィリピン名「パオロ（Paolo）」と命名した。台風はゆっくりと西に進み、ベトナム中部方面に進んだ。ベトナムでは11人が死亡し、中国でも14人の死者が出た。すなわち、この台風による犠牲者は合計で25人となる。

### 台風22号（セーパット）
201322・21W

9月30日に父島の東海上で発生し、アジア名「セーパット（Sepat）」と命名された。小笠原諸島を通過した後、伊豆諸島にも近づいた。しかし本州に上陸することはなく、そのまま去った。

### 台風23号（フィートウ）
201323・22W・ケダン
台風22号と同日の9月30日に、フィリピンの東で発生し、アジア名「フィートウ（Fitow）」と命名された。また、フィリピン大気地球物理天文局はフィリピン名「ケダン（Quedan）」と命名した。台風は先島諸島に接近した後、中国大陸に向かった。10月7日、午前1時15分、福建省寧徳市福鼎市沙埕鎮に上陸、福建省、浙江省に甚大な被害をもたらすとともに、浙江省の57万4000人が、福建省の17万7000人、合計70万人以上が避難することとなった。浙江省余姚市では豪雨のため、70%の地域が水没した。上海でも10月7日から8日にかけて大雨が降り、高さ2メートルの路線バスが完全に水没するなど浸水被害に見舞われた。中国の国家洪水干ばつ防止総指揮部は、台風による被害が浙江省で20億ドルになることを発表した。

なお、この台風のアジア名である「フィートウ（Fitow）」は、この台風限りで使用中止となり、次順からは「ムーン（Mun）」というアジア名が使用されることになった。

### 台風24号（ダナス）
201324・23W・ラミル

10月4日にマリアナ諸島で発生し、アジア名「ダナス（Danas）」と命名された。また、フィリピン大気地球物理天文局はフィリピン名「ラミル（Ramil）」と命名した。サイズは比較的小さかったものの非常に強い台風となったこの台風は、沖縄本島全域を暴風圏に巻き込み、10月7日、与論島の真上を通過して東シナ海に抜けて、10月8日には対馬海峡へ向かった。与論島と沖永良部島では、ほぼ全域が停電となった。10月8日から10日まで米空母ジョージ・ワシントンなどが参加する日米韓合同海上演習が予定されていたが、訓練海域に台風が接近することから、演習は延期された。

### 台風25号（ナーリー）
201325・24W・サンティ

台風による被害の様子

10月9日、フィリピンの東で発生し、アジア名「ナーリー（Nari）」と命名された。また、フィリピン大気地球物理天文局はフィリピン名「サンティ（Santi）」と命名した。10日、フィリピンに台風が接近しているため、11日にフィリピン訪問を予定していたジョン・ケリーアメリカ合衆国国務長官は訪問を中止した。12日早朝にルソン島に上陸し、同島を横断した後、南シナ海を経てベトナムへ向かった。フィリピン北部では鉄砲水や地滑りにより、13人が死亡した。その後、ベトナム中部に上陸した台風は、タイ東北部、都心部などに大雨をもたらし、アユタヤ県、コンケン県、チャチュンサオ県、プラジンブリ県などに洪水被害をもたらした。この台風による悪天候はラオス国営航空301便墜落事故にも繋がった。

### 台風26号（ウィパー）
201326・25W・ティーノ
10月11日午前3時頃にマリアナ諸島近海で発生し、アジア名「ウィパー（Wipha）」と命名された。また、フィリピン大気地球物理天文局はフィリピン名「ティーノ（Tino）」と命名した。台風は発達しながら日本の南海上を北西進して速度を速めつつ北上を続けた。気象庁は15日午後より、関東地方に接近・上陸する台風としては「10年に一度の強い勢力」として警戒を呼びかけた。26号は大型で強い勢力のまま暴風域を伴い、16日の明け方に伊豆諸島北部を通過、関東地方に接近し、15時に三陸沖で温帯低気圧へと変わった。温帯低気圧に変わった後も、北海道をはじめとした地域に影響をもたらした。

伊豆大島では6時間で549.5mmの降雨となり、アメダス6時間降水量の新記録となった。この集中豪雨により土砂災害が発生し、多くの犠牲者が出た。

### 台風27号（フランシスコ）
201327・26W・ウルデュジャ
熱帯低気圧番号は26Wで、10月16日未明グアムの南東で発生した。次の日には早くも、シビア・トロピカル・ストーム(STS)となり、気象庁はアジア名「フランシスコ（Francisco）」と命名した。10月19日にはカテゴリー5のスーパータイフーンとなり、20日未明には勢力が最も拡大した。これ以降勢力は衰退し、21日にはカテゴリー3のタイフーンとなった。22日にはフィリピンの管轄エリアに入ったためフィリピン名「ウルデュジャ（Urduja）」と命名された。23日にはSTSまで衰退しながら琉球諸島および西日本南方を通過し、26日には温帯低気圧に変わった。これにより気象庁は、27号の消滅を発表した。
この台風と本州の南岸に停滞する前線により、南西諸島と西日本から東日本にかけての太平洋側を中心に広い範囲で大雨、暴風となった。宮崎県諸塚村で57.0mmの1時間雨量となったほか、高知県仁淀川町で452.5mm、大分県佐伯市で300mm以上の24時間雨量となった。さらに、24日には沖縄県の南大東村で38.9m/s、大東村で36.0m /sの最大瞬間風速をそれぞれ観測したほか、南大東村での最大風速は28.4m/sとなった。
また、大分県津久見市には24日朝に土砂災害警戒情報が出された。沖縄地方などで24日までに船舶174便、航空機22便が欠航、北海道と本州を結ぶフェリーでも商船三井フェリー（苫小牧-大洗）や太平洋フェリー（苫小牧-名古屋）が欠航した。
静岡県・広島県・香川県・愛媛県・高知県・香川県で住宅の全半壊1棟、一部破損は4棟で、床上・床下浸水は25棟の被害があった。25日未明には広島県尾道市の因島で土砂崩れが発生。付近の住宅に土砂が流れ込んだが、けが人はいなかった。また、東広島市の宮領川では護岸が約10メートルにわたって崩れた。同日15時20分頃、兵庫県香美町の山陰本線の竹野駅 - 佐津駅間で、幅約1.4m、重さ約3.9tの石が線路上に落下し、特急はまかぜが通る際、接触した。乗客にけがはなかった。台風の影響による土砂崩れとみられている。さらに愛媛県西予市でも土砂崩れが発生している。高知県では仁淀川の水位が氾濫注意水域に達し、一部住民が避難したほか、25日夜に静岡県磐田市で市街地が浸水し、地元消防員が住民をボートで救助した。25日深夜、千葉県成田市で、屋根の雨漏りを修理するため屋根に上っていた男性が雨により足を滑らせ転落し、肋骨を折る重傷を負った。また26日6時頃、京都府福知山市の由良川にかかる有路下橋の中央部分が流されているのが発見され、7時頃には静岡県浜松市中区（現・中央区）の馬込川で、一人の男性がうつ伏せで浮いているのが発見され、死亡が確認された。この馬込川は一時、氾濫危険水位を超えていたという。その他、岩手県では1棟が大雨で一部損壊し、北海道登別市ではガードレールが崩落した。日本各地で停電の被害も相次いだ。なお、先の台風26号によって土砂災害が発生した東京都大島町では、この台風の接近に伴い、25日17時20分、692世帯・1,273人に対して避難指示が出された。

### 台風28号（レキマー）
201328・28W
10月21日にマーシャル諸島（北緯10度35分・東経161度付近）で発生し、アジア名「レキマー（Lekima）」と命名された。命名国はベトナムで、果実の名前に由来する。中心気圧が22日から23日までの24時間に70hPaも低下し、24時間での台風の急発達は、平成18年台風第20号以来7年ぶりであった。中心気圧905hPaの「猛烈な台風」に成長した28号は、24日夜には中心付近の最大風速60m/s・最大瞬間風速85m/sにまで成長しながら北西に進み、25日午後には「非常に強い台風」のまま小笠原諸島の父島に接近。日本の南東海上を北上し、26日12時に、日本の遥か東の海上で温帯低気圧に変わった。

### 台風29号（クローサ）
201329・29W・ベンタ
10月28日に合同台風警報センターから番号29Wを、フィリピン大気地球物理天文局（PAGASA）によってフィリピン名ベンタ（Vinta）を与えられた熱帯低気圧が、日本時間10月30日3時（協定世界時10月29日18時）にフィリピンの東の北緯15度40分、東経131度20分で台風になって 、アジア名「クローサ（Krosa）」と命名されたれた。
台風は勢力を強めながら西に進んでフィリピンに接近し、31日にルソン島北部のカガヤン州に上陸 。豪雨による水害や風速30メートル以上の強風による被害が出て、20以上の州に警報が出された。11月1日から2日にかけて南シナ海を西に進んだのち西南に進路を変えて、3日には中国・海南省の海南島の南の海上を進み、4日にはベトナム南部に接近すると予想されていたが、11月3日の時点で南シナ海の北部で停滞し、11月4日21時（協定世界時11月4日12時）に熱帯低気圧になった。

### 台風30号（ハイエン）
201330・31W・ヨランダ
11月4日午前9時（協定世界時11月4日0時）、トラック諸島近海の北緯6度05分、東経152度10分で熱帯低気圧から台風に昇格し、アジア名「ハイエン（Haiyan）」と命名された。当初の中心気圧は1002 ヘクトパスカル (hPa)であったが、太平洋上を西に進みながら11月5日から6日にかけての24時間で中心気圧は40 hPa低下、中心付近で風速45 メートル毎秒に達するなど急速に成長し、規模は小さいながら「非常に強い台風」となって6日にはカロリン諸島を通過、7日にはパラオを経由してフィリピンに向かって接近し、フィリピン大気地球物理天文局（PAGASA）の管轄する領域に入ったためフィリピン名ヨランダ（Yolanda）と命名された。
5日夜から6日夜にかけての24時間で、中心気圧が65 hPa低下して905 hPaに達し、6日21時には中心付近で風速60m/s、最大瞬間風速85m/sの「猛烈な台風」となってフィリピン海を西北西に進んでミンダナオ島へ接近。7日21時、中心気圧はさらに下がって895 hPaに達し、中心付近で風速65m/s、最大瞬間風速90m/sと観測史上例をみない勢力となった。台風は現地時間8日午前4時40分（日本時間5時40分）頃にフィリピン中部のサマール島に上陸。サマール島からレイテ島、パナイ島とフィリピン中部ビサヤ諸島を横断して南シナ海へ抜ける進路を取った。なお、8日朝の時点での勢力について合同台風警報センターは最大風速87.5 m/s、最大瞬間風速105 m/sとしている。
台風は8日夕方までに若干勢力を弱めながらも「猛烈な台風」の規模を維持したままスールー海に達し、南シナ海を西に進んで10日にはベトナム中部に接近すると見られていたが、進路を北西に変えながら10日18時の時点でトンキン湾を経由し、現地時間11日午前5時にベトナム・クアンニン省に上陸したのち、中国・華南の広西チワン族自治区に達し、11日15時 (協定世界時11日6時) に北緯22.4度、東経107.7度で熱帯低気圧に変わった。
この台風はフィリピンに甚大な被害をもたらし、6,000人を越す犠牲者を出したことから、近年のフィリピンにおける災害史上最大級の災害となった。
台風の発生数が年間30個以上となったのは1994年以来19年ぶりである。

### 台風31号（ポードル）
201331・32W・ゾライダ
11月9日にパプアニューギニアのポートモレスビーから約1,300キロメートル北西の海上で熱帯低気圧の形成が始まった。西に進んだ熱帯低気圧は、フィリピン大気地球物理天文局（PAGASA）の管轄する領域に入ったため11日にフィリピン名ゾライダ（Zoraida）と命名された。台風30号に続いて12日にフィリピン南部のミンダナオ島に上陸、南シナ海をさらに西に進んでベトナムに接近。
14日21時（協定世界時14日12時）に北緯11度55分、東経111度で台風31号となり、気象庁によってアジア名ポードル（Podul）が命名されたが、同日ベトナム南部に上陸すると急速に勢力を弱めて15日9時に再び熱帯低気圧となり、カンボジアに進んだ。台風の発生数が年間30個を超えたのは1994年以来19年ぶりである。
この台風は台風に昇格する前、熱帯低気圧として台風30号により甚大な被害を受けたばかりのフィリピンを襲い、ミンダナオ島などを通過して再び被害を出した。

## 各台風名

PAGASAの熱帯低気圧監視エリア

順番はアジア名「ダムレイ」が1とされている。また、フィリピン名は熱帯低気圧が監視エリアに入ったとき、フィリピン大気地球物理天文局（PAGASA）が命名するもの。
なお、台風13号と14号は西経域で発生したため、西経域でつけられた国際名がそのまま使用された。
また、同年に使用されたフィリピン名のうち、ラビュヨ（11号）、サンティ（25号）、ヨランダ（30号）は名前の廃止基準（10億ペソ以上の被害、あるいは300名以上の死者）に達したため、名前リストから除去された。
| 台風       | アジア名 | アジア名  | アジア名     | アジア名                   | アジア名     | フィリピン名 | フィリピン名 |
| 台風       | 順番     | 名称      | 読み         | 意味・由来                 | 命名国・地域 | 名称         | 読み         |
| ---------- | -------- | --------- | ------------ | -------------------------- | ------------ | ------------ | ------------ |
| 1号(1301)  | 17       | Sonamu    | ソナムー     | 松                         | 北朝鮮       | Auring       | アウリン     |
| 2号(1302)  | 18       | Shanshan  | サンサン     | 少女の名前                 | 香港         | Crising      | クリシン     |
| 3号(1303)  | 19       | Yagi      | ヤギ         | やぎ座                     | 日本         | Dante        | ダンテ       |
| 4号(1304)  | 20       | Leepi     | リーピ       | ラオス南部の滝の名前       | ラオス       | Emong        | エモン       |
| 5号(1305)  | 21       | Bebinca   | バビンカ     | プリン                     | マカオ       | Fabian       | ファビアン   |
| 6号(1306)  | 22       | Rumbia    | ルンビア     | サゴヤシ                   | マレーシア   | Gorio        | ゴリオ       |
| 7号(1307)  | 23       | Soulik    | ソーリック   | 伝統の酋長称号             | ミクロネシア | Huaning      | フアニン     |
| 8号(1308)  | 24       | Cimaron   | シマロン     | 野生の牛                   | フィリピン   | Isang        | イサン       |
| 9号(1309)  | 25       | Jebi      | チェービー   | つばめ（燕）               | 韓国         | Jolina       | ジョーリナ   |
| 10号(1310) | 26       | Mangkhut  | マンクット   | マンゴスチン               | タイ         | Kiko         | キコ         |
| 11号(1311) | 27       | Utor      | ウトア       | スコールライン             | アメリカ     | Labuyo       | ラブヨ       |
| 12号(1312) | 28       | Trami     | チャーミー   | バラ科の花の名前           | ベトナム     | Maring       | マリング     |
| 13号(1313) | -        | Pewa      | ペバ         | チョンタドゥーロ           | アメリカ     |              |              |
| 14号(1314) | -        | Unala     | ウナラ       | 人の名前                   | アメリカ     |              |              |
| 15号(1315) | 29       | Kong-rey  | コンレイ     | 伝説の少女の名前           | カンボジア   | Nando        | ナンドー     |
| 16号(1316) | 30       | Yutu      | イートゥー   | 民話の月のうさぎ           | 中国         |              |              |
| 17号(1317) | 31       | Toraji    | トラジー     | 桔梗                       | 北朝鮮       |              |              |
| 18号(1318) | 32       | Man-yi    | マンニィ     | 海峡（現在は貯水池）の名前 | 香港         |              |              |
| 19号(1319) | 33       | Usagi     | ウサギ       | うさぎ座                   | 日本         | Odette       | オデット     |
| 20号(1320) | 34       | Pabuk     | パブーク     | 淡水魚の名前               | ラオス       |              |              |
| 21号(1321) | 35       | Wutip     | ウーティップ | ちょう（蝶）               | マカオ       | Paolo        | パオロ       |
| 22号(1322) | 36       | Sepat     | セーパット   | 淡水魚の名前               | マレーシア   |              |              |
| 23号(1323) | 37       | Fitow     | フィートウ   | 花の名前                   | ミクロネシア | Quedan       | クウェダン   |
| 24号(1324) | 38       | Danas     | ダナス       | 経験すること               | フィリピン   | Ramil        | ラミル       |
| 25号(1325) | 39       | Nari      | ナーリー     | 百合                       | 韓国         | Santi        | サンティ     |
| 26号(1326) | 40       | Wipha     | ウィパー     | 女性の名前                 | タイ         | Tino         | ティーノ     |
| 27号(1327) | 41       | Francisco | フランシスコ | 男性の名前                 | アメリカ     | Urduja       | ウルデュジャ |
| 28号(1328) | 42       | Lekima    | レキマー     | 果物の名前                 | ベトナム     |              |              |
| 29号(1329) | 43       | Krosa     | クローサ     | 鶴                         | カンボジア   | Vinta        | ベンタ       |
| 30号(1330) | 44       | Haiyan    | ハイエン     | うみつばめ                 | 中国         | Yolanda      | ヨランダ     |
| 31号(1331) | 45       | Podul     | ポードル     | やなぎ                     | 北朝鮮       | Zoraida      | ゾライダ     |

## 気象庁が「台風」に分類しなかった熱帯低気圧
熱帯低気圧番号がない場合も、熱帯低気圧前段階の低気圧番号があるものは掲載。
また、気象庁は台風への発達が予想される熱帯低気圧には「熱帯低気圧a」のようにアルファベットを付与する。なお、立春以前に熱帯低気圧Auringが発生した。
| 熱帯低気圧番号 | 強さ        | 進路 | 画像 | 期間            | 最大風速 | 最低気圧 | 接近地・上陸地                                 |
| -------------- | ----------- | ---- | ---- | --------------- | -------- | -------- | ---------------------------------------------- |
| Bising         | TD (PAGASA) |      |      | 1月6日 - 13日   | 30kt     | 1002hPa  | フィリピン                                     |
| TD 09 (94W)    | TD (JMA)    |      |      | 7月18日 - 20日  | 30kt     | 1000hPa  | なし                                           |
| 13W            | TD (JTWC)   |      |      | 8月17日 - 19日  | 30kt     | 996hPa   | 日本・中国                                     |
| TD 20 (91W)    | TD (JMA)    |      |      | 9月6日 - 6日    | 30kt     | 1008hPa  | なし                                           |
| TD 23 (18W)    | TD (JMA)    |      |      | 9月16日 - 21日  | 30kt     | 996hPa   | ベトナム・ラオス・タイ                         |
| 27W            | TD (JTWC)   |      |      | 10月19日 - 22日 | 25kt     | 1004hPa  | なし                                           |
| TD 35 (30W)    | TD (JMA)    |      |      | 11月4日 - 8日   | 30kt     | 1004hPa  | グアム・フィリピン・ベトナム・カンボジア・タイ |
| 33W            | TD (JTWC)   |      |      | 12月3日 - 4日   | 30kt     | 1004hPa  | なし                                           |

## 各熱帯低気圧の影響
| 台風・ 熱帯低気圧                 | 期間              | 大きさ・強さ (気象庁) | ピーク時の強さ               | 最大風速       | 最低気圧 | 被害地域 | 被害額 (万ドル) | 死者数(人) | 出典            |
| --------------------------------- | ----------------- | --------------------- | ---------------------------- | -------------- | -------- | --- | --------------- | ---------- | --------------- |
| 台風1号 1301 (Sonamu, Auring)     | 1月3日-1月8日     | -                     | シビア・トロピカル・ストーム | 25m/s(95km/h)  | 990hPa   | フィリピン、ベトナム、マレーシア、インドネシア | 僅か            | 2          | [ 143 ] [ 144 ] |
| 熱帯低気圧 (Bising)               | 1月6日-1月13日    | -                     | トロピカル・デプレッション   | 15m/s(55km/h)  | 1002hPa  | フィリピン | 3.4             | 0          | [ 145 ]         |
| 台風2号 1302 (Shanshan, Crising)  | 2月22日-2月23日   |                       | トロピカル・ストーム         | 18m/s(65km/h)  | 1002hPa  | フィリピン、マレーシア、インドネシア | 25.5            | 4          | [ 146 ] [ 147 ] |
| 台風3号 1303 (Yagi, Dante)        | 6月8日-6月13日    | -                     | トロピカル・ストーム         | 23m/s(85km/h)  | 990hPa   | フィリピン、日本 | 0               | 0          | [ 148 ] [ 149 ] |
| 台風4号 1304 (Leepi, Emong)       | 6月18日-6月21日   | -                     | トロピカル・ストーム         | 20m/s(75km/h)  | 994hPa   | フィリピン、台湾、日本、韓国 | 0               | 0          | [ 150 ] [ 151 ] |
| 台風5号 1305 (Bebinca, Fabian)    | 6月21日-6月24日   | -                     | トロピカル・ストーム         | 20m/s(75km/h)  | 990hPa   | フィリピン、中国、ベトナム | 1,730           | 1          | [ 152 ] [ 153 ] |
| 台風6号 1606 (Rumbia, Gorio)      | 6月28日-7月2日    | -                     | シビア・トロピカル・ストーム | 25m/s(95km/h)  | 985hPa   | フィリピン、中国 | 17,900          | 7          | [ 154 ] [ 155 ] |
| 台風7号 1307 (Soulik, Huaning)    | 7月8日-7月14日    | 大型・非常に強い      | タイフーン                   | 50m/s(185km/h) | 925hPa   | フィリピン、日本、台湾、中国 | 55,700          | 11         | [ 156 ] [ 157 ] |
| 台風8号 1308 (Cimaron, Isang)     | 7月17日-7月18日   |                       | トロピカル・ストーム         | 20m/s(75km/h)  | 1000hPa  | フィリピン、台湾、中国 | 32,500          | 6          | [ 158 ] [ 159 ] |
| 熱帯低気圧                        | 7月18日-7月20日   |                       | トロピカル・デプレッション   | 15m/s(55km/h)  | 1000hPa  | - | 0               | 0          | [ 160 ]         |
| 台風9号 1409 (Jebi, Jolina)       | 7月31日-8月3日    |                       | シビア・トロピカル・ストーム | 25m/s(95km/h)  | 985hPa   | フィリピン、中国、ベトナム | 2,100           | 6          | [ 161 ] [ 162 ] |
| 台風10号 1310 (Mangkhut, Kiko)    | 8月6日-8月8日     |                       | トロピカル・ストーム         | 20m/s(75km/h)  | 992hPa   | フィリピン、中国、ベトナム | 450             | 4          | [ 163 ] [ 164 ] |
| 台風11号 1311 (Utor, Labuyo)      | 8月10日-8月18日   | 猛烈な                | タイフーン                   | 55m/s(195km/h) | 925hPa   | フィリピン、中国、ベトナム | 260,000         | 97         | [ 165 ] [ 166 ] |
| 熱帯低気圧13W                     | 8月17日-8月19日   |                       | トロピカル・デプレッション   | 15m/s(55km/h)  | 996hPa   | 日本、中国 | 0               | 0          |                 |
| 台風12号 1312 (Trami, Maring)     | 8月18日-8月24日   |                       | シビア・トロピカル・ストーム | 30m/s(110km/h) | 965hPa   | フィリピン、日本、台湾、中国 | 56,300          | 29         | [ 167 ] [ 168 ] |
| 台風13号 1313 (Pewa)              | 8月18日-8月26日   |                       | シビア・トロピカル・ストーム | 30m/s(100km/h) | 990hPa   | - | 0               | 0          | [ 169 ] [ 170 ] |
| 台風14号 1314 (Unala)             | 8月19日-8月20日   |                       | トロピカル・ストーム         | 18m/s(65km/h)  | 1000hPa  | - | 0               | 0          | [ 171 ] [ 172 ] |
| 台風15号 1315 (Kong-rey, Nando)   | 8月27日-8月30日   |                       | シビア・トロピカル・ストーム | 30m/s(100km/h) | 980hPa   | フィリピン、台湾、中国、日本、韓国 | 2,500           | 6          | [ 173 ] [ 174 ] |
| 台風16号 1316 (Yutu)              | 9月1日-9月5日     |                       | トロピカル・ストーム         | 18m/s(65km/h)  | 1002hPa  | - | 0               | 0          | [ 175 ] [ 176 ] |
| 台風17号 1317 (Toraji)            | 9月2日-9月4日     |                       | シビア・トロピカル・ストーム | 25m/s(95km/h)  | 985hPa   | 台湾、日本 | 僅か            | 3          | [ 177 ] [ 178 ] |
| 熱帯低気圧                        | 9月6日-9月8日     |                       | トロピカル・デプレッション   | 15m/s(55km/h)  | 1008hPa  | - | 0               | 0          | [ 179 ]         |
| 台風18号 1318 (Man-yi)            | 9月13日-9月16日   | 大型・強い            | タイフーン                   | 35m/s(120km/h) | 960hPa   | 日本 | 僅か            | 6          | [ 180 ] [ 181 ] |
| 台風19号 1319 (Usagi, Odette)     | 9月18日-9月24日   | 大型・猛烈な          | タイフーン                   | 55m/s(205km/h) | 910hPa   | フィリピン、台湾、中国 | 433,000         | 35         | [ 182 ] [ 183 ] |
| 熱帯低気圧18W                     | 9月16日-9月21日   |                       | トロピカル・デプレッション   | 15m/s(55km/h)  | 996hPa   | ベトナム、ラオス、タイ | 7,970           | 23         | [ 184 ]         |
| 台風20号 1420 (Pabuk)             | 9月21日-9月26日   |                       | シビア・トロピカル・ストーム | 30m/s(110km/h) | 965hPa   | マリアナ諸島 | 0               | 0          | [ 185 ] [ 186 ] |
| 台風21号 1421 (Wutip, Paolo)      | 9月27日-10月1日   | 強い                  | タイフーン                   | 35m/s(120km/h) | 965hPa   | フィリピン、中国、ベトナム、ラオス、タイ | 52,300          | 65         | [ 187 ] [ 188 ] |
| 台風22号 1322 (Sepat)             | 9月30日-10月2日   |                       | トロピカル・ストーム         | 20m/s(75km/h)  | 992hPa   | 日本、シベリア | 0               | 0          | [ 189 ] [ 190 ] |
| 台風23号 1323 (Fitow, Quedan)     | 9月29日-10月7日   | 強い                  | タイフーン                   | 40m/s(140km/h) | 960hPa   | フィリピン、パラオ、台湾、日本、中国 | 1,040,000       | 12         | [ 191 ] [ 192 ] |
| 台風24号 1324 (Danas, Ramil)      | 10月4日-10月9日   | 非常に強い            | タイフーン                   | 45m/s(165km/h) | 935hPa   | マリアナ諸島、グアム、日本、韓国 | 0               | 0          | [ 193 ] [ 194 ] |
| 台風25号 1325 (Nari, Santi)       | 10月9日-10月16日  | 強い                  | タイフーン                   | 40m/s(140km/h) | 965hPa   | フィリピン、中国、ベトナム、ラオス、カンボジア | 15,300          | 87         | [ 195 ] [ 196 ] |
| 台風26号 1326 (Wipha, Tino)       | 10月11日-10月16日 | 大型・非常に強い      | タイフーン                   | 45m/s(165km/h) | 930hPa   | マリアナ諸島、グアム、日本、シベリア | 10,000          | 41         | [ 197 ] [ 198 ] |
| 台風27号 1327 (Francisco, Urduja) | 10月16日-10月26日 | 猛烈な                | タイフーン                   | 55m/s(195km/h) | 920hPa   | グアム、日本 | 15              | 0          | [ 199 ] [ 200 ] |
| 熱帯低気圧27W                     | 10月19日-10月22日 |                       | トロピカル・デプレッション   | 15m/s(55km/h)  | 1002hPa  | - | 0               | 0          |                 |
| 台風28号 1328 (Lekima)            | 10月21日-10月26日 | 猛烈な                | タイフーン                   | 60m/s(215km/h) | 905hPa   | マリアナ諸島、日本 | 0               | 0          | [ 201 ] [ 202 ] |
| 台風29号 1329 (Krosa, Vinta)      | 10月27日-11月4日  | 強い                  | タイフーン                   | 40m/s(140km/h) | 970hPa   | フィリピン、台湾、中国、ベトナム | 640             | 9          | [ 203 ] [ 204 ] |
| 熱帯低気圧30W (Wilma)             | 11月4日-11月8日   |                       | トロピカル・デプレッション   | 15m/s(55km/h)  | 1004hPa  | グアム、フィリピン、ベトナム、カンボジア、タイ | 僅か            | 0          |                 |
| 台風30号 1330 (Haiyan, Yolanda)   | 11月4日-11月11日  | 猛烈な                | タイフーン                   | 65m/s(230km/h) | 895hPa   | カロリン諸島、フィリピン、ベトナム、中国 | 2,010,000       | 6,340      | [ 205 ] [ 206 ] |
| 台風31号 1331 (Podul, Zoraida)    | 11月14日-11月15日 |                       | トロピカル・ストーム         | 18m/s(65km/h)  | 1000hPa  | カロリン諸島、フィリピン、ベトナム、ミャンマー、ラオス、タイ                                                                                           | 7,200           | 44         | [ 207 ] [ 208 ] |
| 熱帯低気圧33W                     | 12月3日-12月4日   |                       | トロピカル・デプレッション   | 15m/s(55km/h)  | 1004hPa  | - | 0               | 0          |                 |
| 総計                              | 1月3日-12月4日    | -                     | -                            | 65m/s(230km/h) | 895hPa   | カロリン諸島、マリアナ諸島、グアム、パラオ、フィリピン、マレーシア、インドネシア、台湾、中国、ベトナム、ラオス、タイ、ミャンマー、日本、韓国、シベリア | 2,280,000       | 6,838      |                 |